# Ле-Ве
Ле-Ве (фр. Le Vey) — коммуна во Франции, находится в регионе Нижняя Нормандия. Департамент коммуны — Кальвадос. Входит в состав кантона Тюри-Аркур. Округ коммуны — Кан.
Код INSEE коммуны — 14741.

## Население
Население коммуны на 2010 год составляло 91 человек.
| 1962 | 1968 | 1975 | 1982 | 1990 | 1999 | 2010 |
| ---- | ---- | ---- | ---- | ---- | ---- | ---- |
| 108  | 104  | 96   | 88   | 66   | 71   | 91   |

## Экономика
В 2010 году среди 54 человек трудоспособного возраста (15—64 лет) 35 были экономически активными, 19 — неактивными (показатель активности — 64,8 %, в 1999 году было 64,4 %). Из 35 активных жителей работали 31 человек (14 мужчин и 17 женщин), безработных было 4 (1 мужчина и 3 женщины). Среди 19 неактивных 4 человека были учениками или студентами, 9 — пенсионерами, 6 были неактивными по другим причинам.